# 노던 록
노던 록(Northern Rock, 과거 사명: Northern Rock Building Society)은 영국의 과거의 은행이다. 영국 뉴캐슬어폰타인 레겐트 센터에 위치했던 노던 록은 처음에는 주택 금융 조합이었다. 1997년 노던 록 뱅크가 되면서 런던 증권거래소에 NRK로 상장되었다.
상용 인수자를 찾을 수 없고 추가 정부 지원이 필요해지자 2008년 국유화되었다.
분점 운영은 끝내 사기업 소유가 되었는데, 2012년 버진 그룹에 해당 분점들과 기타 리테일 운영권이 인수되었다. 같은 해 버진 머니로 브랜드 이름이 변경되었다.